# Смайлагич, Ирфан
Ирфан Смайлагич (хорв. Irfan Smajlagić; род. 16 октября 1961, Баня-Лука) — хорватский гандболист, чемпион Олимпийских игр 1996 года в составе сборной Хорватии, бронзовый призёр Олимпийских игр 1986 года в составе сборной Югославии. Выступал в клубах Борац, Загреб, и французских Бордо и Ниме.
После ухода из спорта занимался тренерской работой, в частности тренировал сильнейший боснийский клуб Босна Сараево.
В 1996 году вместе со всей сборной удостаивался высшей спортивной награды Хорватии — государственной награды имени Франьо Бучара.